# Soccer Brawl
Soccer Brawl es un videojuego de fútbol desarrollado y publicado por SNK en 1992. Inicialmente concebido como arcade, cuenta también con una adaptación para la consola Neo-Geo.

## Sistema de juego
Soccer Brawl está ambientado en un futuro donde las reglas del fútbol han sido modificadas para permitir una mayor violencia. Los equipos están formados por siete futbolistas con modificaciones biónicas que les permiten chutar con potencia y disparar armas en pleno partido, y como balón se utiliza una esfera nuclear metálica.
El jugador puede elegir una de las ocho selecciones nacionales disponibles, así como jugar en dos estadios diferentes. En total se emplean la cruceta de dirección y dos botones: uno para pases y entradas, y otro tanto para chutar (ataque) como para disparar el arma (defensa). La potencia del chut depende del tiempo que se tenga pulsado el botón. Los disparos potentes pueden rebotar en los laterales, no así en la línea de fondo.
En total se manejan equipos de siete jugadores: cinco normales, un guardameta y un capitán distinguible por vestir una bandana.
- Los futbolistas normales pueden defender con el arma y tienen un chut normal.
- El portero es más grande que el resto de jugadores, no puede salir del área y solo se controla en los saques de puerta.
- El capitán puede hacer chuts especiales y corre más. En cambio, no tiene ningún arma con la que defender.

Cada partido dura 2:30 minutos y no hay faltas. Al jugador solo le vale la victoria para clasificarse a la siguiente ronda; si empata o pierde, queda automáticamente eliminado.

## Equipos
Las selecciones aparecen ordenadas según su aparición en el menú:
- Estados Unidos
- Alemania
- Inglaterra
- España
- Brasil
- Japón
- Italia
- Corea del Sur